# Koniusza (Petite-Pologne)
Pour les articles homonymes, voir Koniusza.
Koniusza est une localité polonaise, siège de la gmina de Koniusza, située dans le powiat de Proszowice en voïvodie de Petite-Pologne.